# Val-d'Or Foreurs
Val-d'Or Foreurs (francouzsky Foreurs de Val-d'Or) je kanadský juniorský klub ledního hokeje, který sídlí ve Val-d'Or v provincii Québec. Od roku 1993 působí v juniorské soutěži Quebec Major Junior Hockey League. Své domácí zápasy odehrává v hale Centre Air Creebec s kapacitou 3 504 diváků. Klubové barvy jsou zelená, zlatá, bílá a černá.
Nejznámější hráči, kteří prošli týmem, byli např.: Roberto Luongo, Kris Letang nebo Sergej Mozjakin.

## Úspěchy
- Vítěz QMJHL ( 3× )
  - 1997/98, 2000/01, 2013/14

## Přehled ligové účasti
Zdroj: 
- 1993–1999: Quebec Major Junior Hockey League (Lebelova divize)
- 1999–2005: Quebec Major Junior Hockey League (Ouestova divize)
- 2005–2006: Quebec Major Junior Hockey League (Západní divize)
- 2006–2008: Quebec Major Junior Hockey League (Telusova divize)
- 2008–2009: Quebec Major Junior Hockey League (Ouestova divize)
- 2009– : Quebec Major Junior Hockey League (Západní divize)